# Hexaplex
Hexaplex é um gênero de moluscos gastrópodes marinhos, carnívoros,. pertencentes à família Muricidae e descrito por George Perry em 1810. Suas espécies também fizeram parte dos gêneros Murex, Chicoreus, Phyllonotus e Muricanthus (este último em desuso), no passado, e ainda recebem o termo Murex como sua denominação vernácula. Sua espécie-tipo é Hexaplex cichoreum (Gmelin, 1791)
A espécie europeia Hexaplex trunculus (ex Murex trunculus Linnaeus, 1758), uma das produtoras da púrpura tíria na Idade Antiga, de coloração azulada (conhecida por tekhelet), também está incluída neste gênero. A produtora da púrpura-tíria de coloração avermelhada pertence à espécie Bolinus brandaris, outro Muricidae da mesma região.

## Espécies
- Hexaplex ambiguus (Reeve, 1845)
- Hexaplex angularis (Lamarck, 1822)
- Hexaplex bifasciatus (A. Adams, 1853)
- Hexaplex brassica (Lamarck, 1822)
- Hexaplex cichoreum (Gmelin, 1791)
- Hexaplex conatus (McMichael, 1964)
- Hexaplex duplex (Röding, 1798)
- Hexaplex erythrostomus (Swainson, 1831)
- Hexaplex fulvescens (G. B. Sowerby II, 1834)
- Hexaplex kusterianus (Tapparone Canefri, 1875)
- Hexaplex ledoni Ceulemans, van Dingenen, Merle & Landau, 2016 †
- Hexaplex megacerus (G. B. Sowerby II, 1834)
- Hexaplex nigritus (Philippi, 1845)
- Hexaplex pecchiolianus (d'Ancona, 1871)
- Hexaplex princeps (Broderip, 1833)
- Hexaplex radix (Gmelin, 1791)
- Hexaplex regius (Swainson, 1821)
- Hexaplex rileyi D'Attilio & Myers, 1984
- Hexaplex rosarium (Röding, 1798)
- Hexaplex saharicus (Locard, 1897)
- Hexaplex stainforthi (Reeve, 1843)
- Hexaplex strausi (A. H. Verrill, 1950)
- Hexaplex trunculus (Linnaeus, 1758)[3]

## Galeria de espécies do gêneroHexaplex

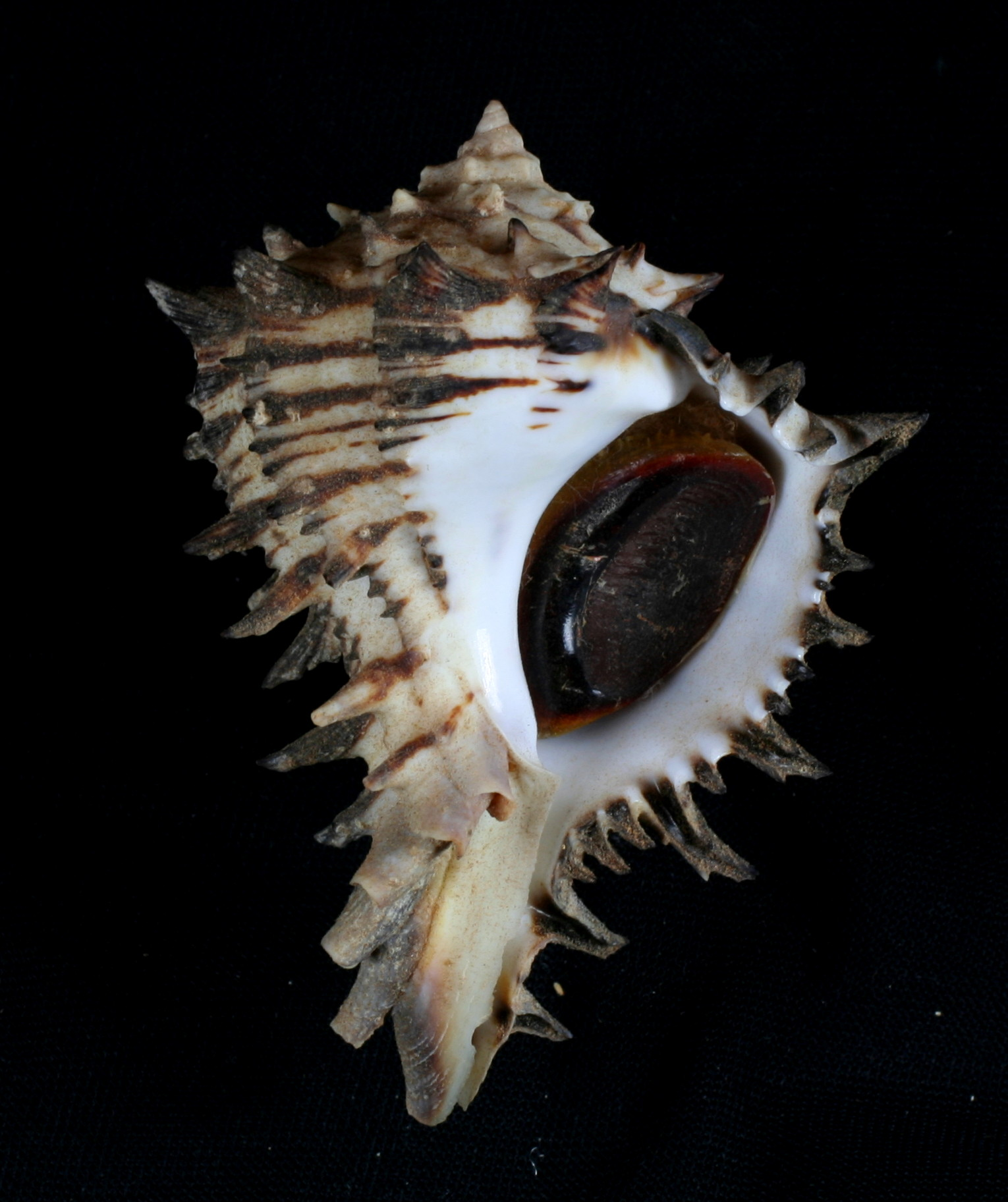
Cinco vistas de H. nigritus (ex Muricanthus nigritus), espécie que já pertenceu ao gênero Murex,[3] encontrada no golfo da Califórnia.
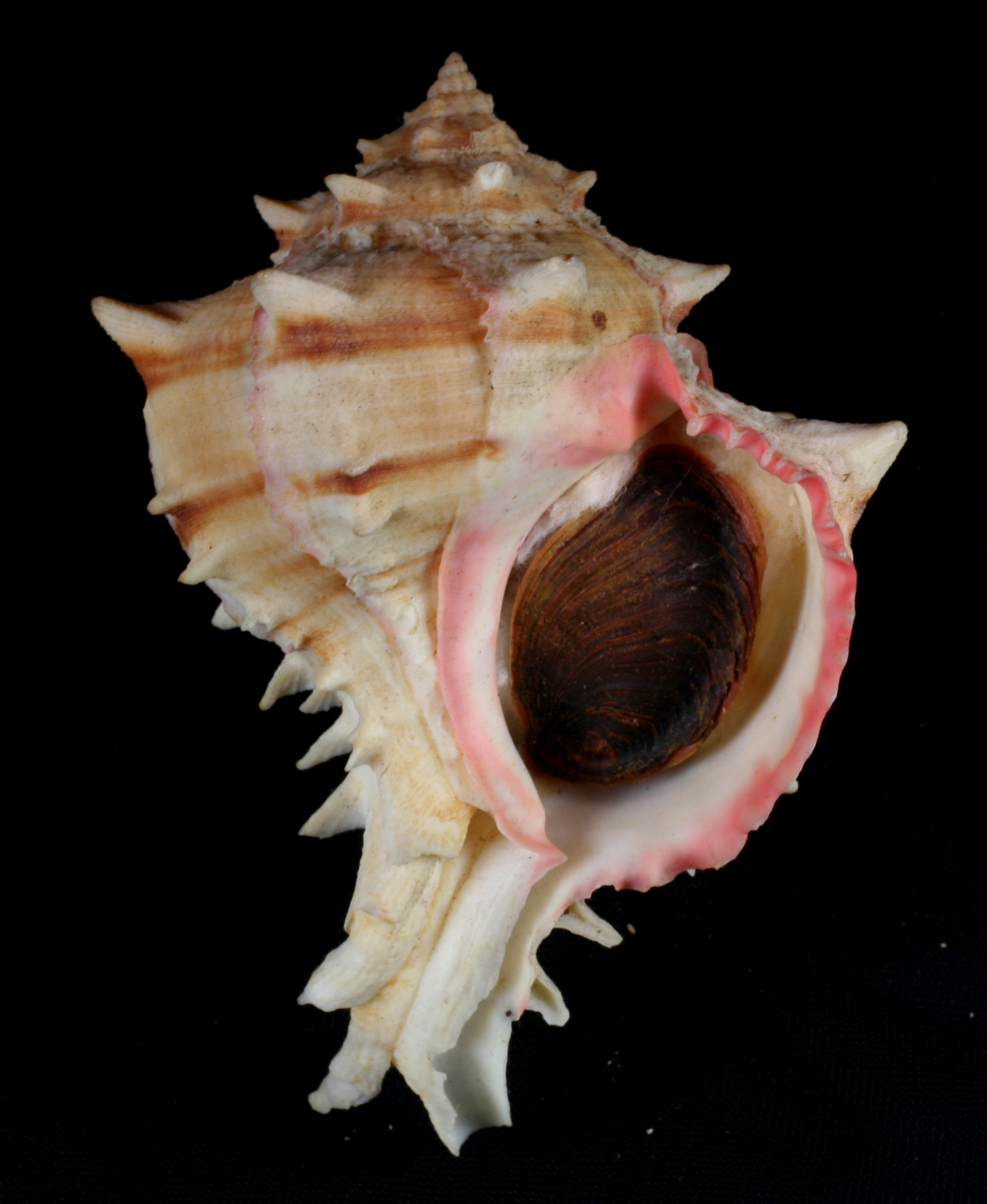
H. brassica (ex Phyllonotus brassica), espécie encontrada do oeste do México até o Peru.
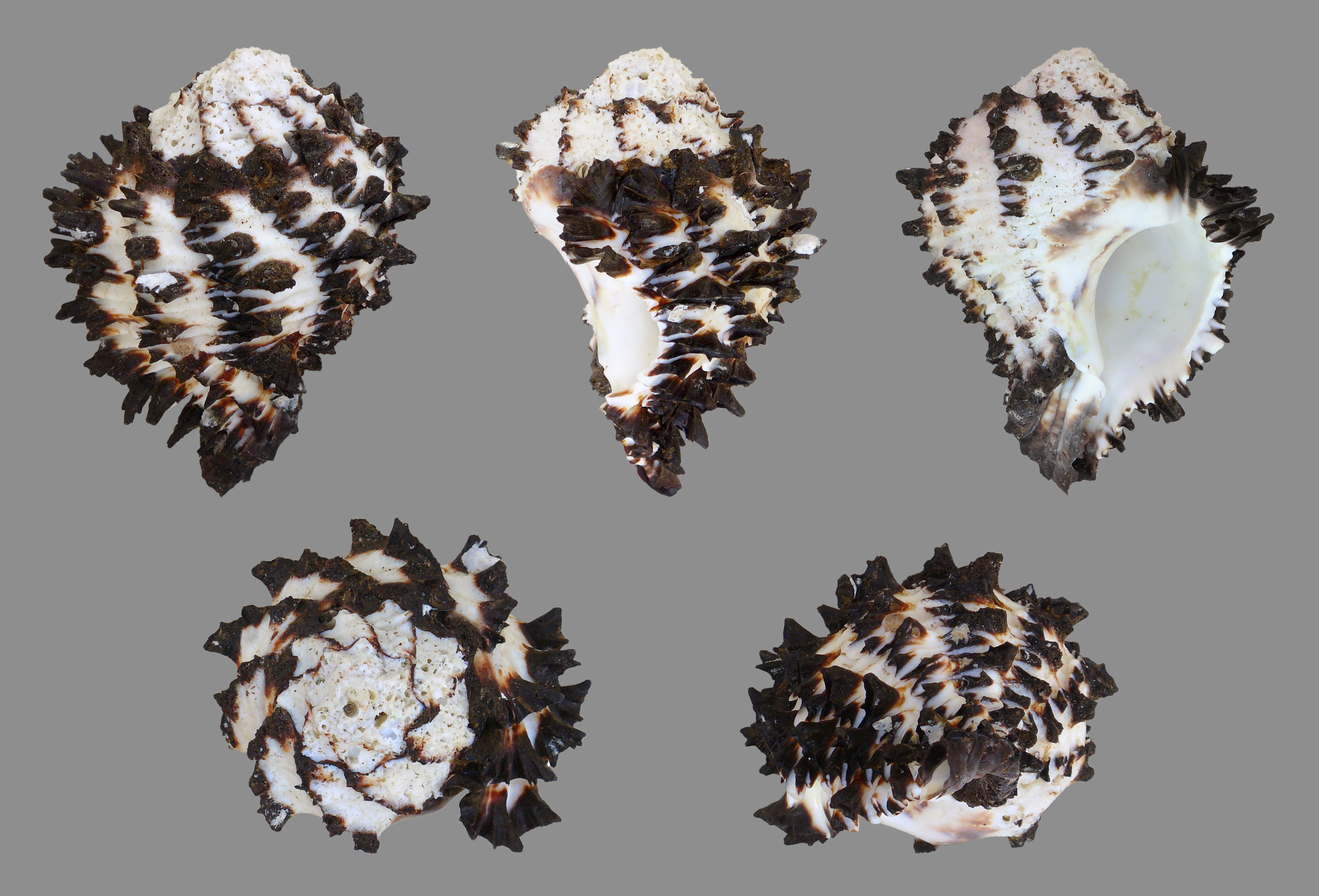
Cinco vistas de H. radix (ex Muricanthus radix),[3] espécie encontrada do Panamá ao Equador, no Pacífico.
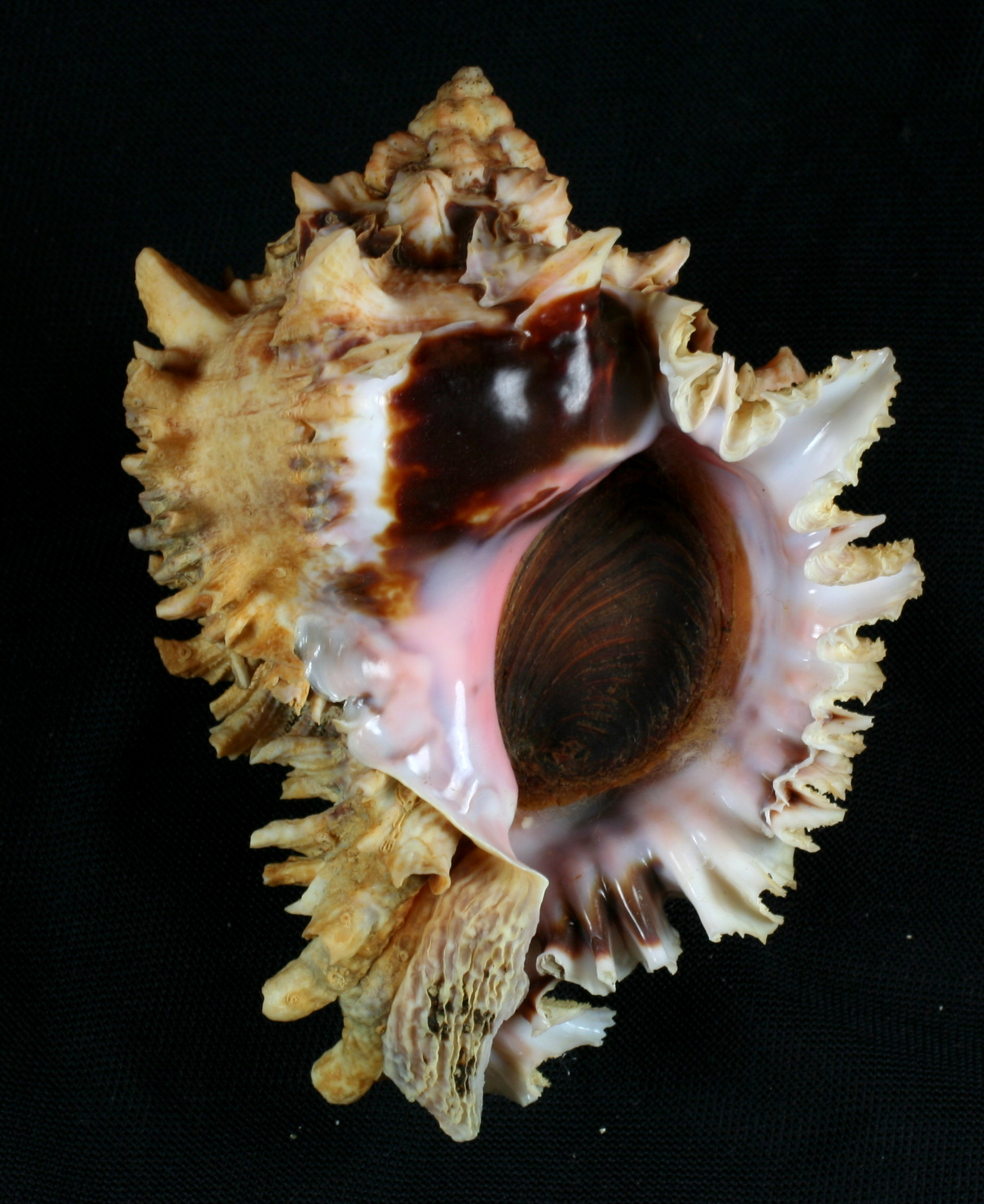
H. regius (ex Phyllonotus regius), espécie que já pertenceu aos gêneros Murex e Chicoreus, encontrada do oeste do México até o Peru.
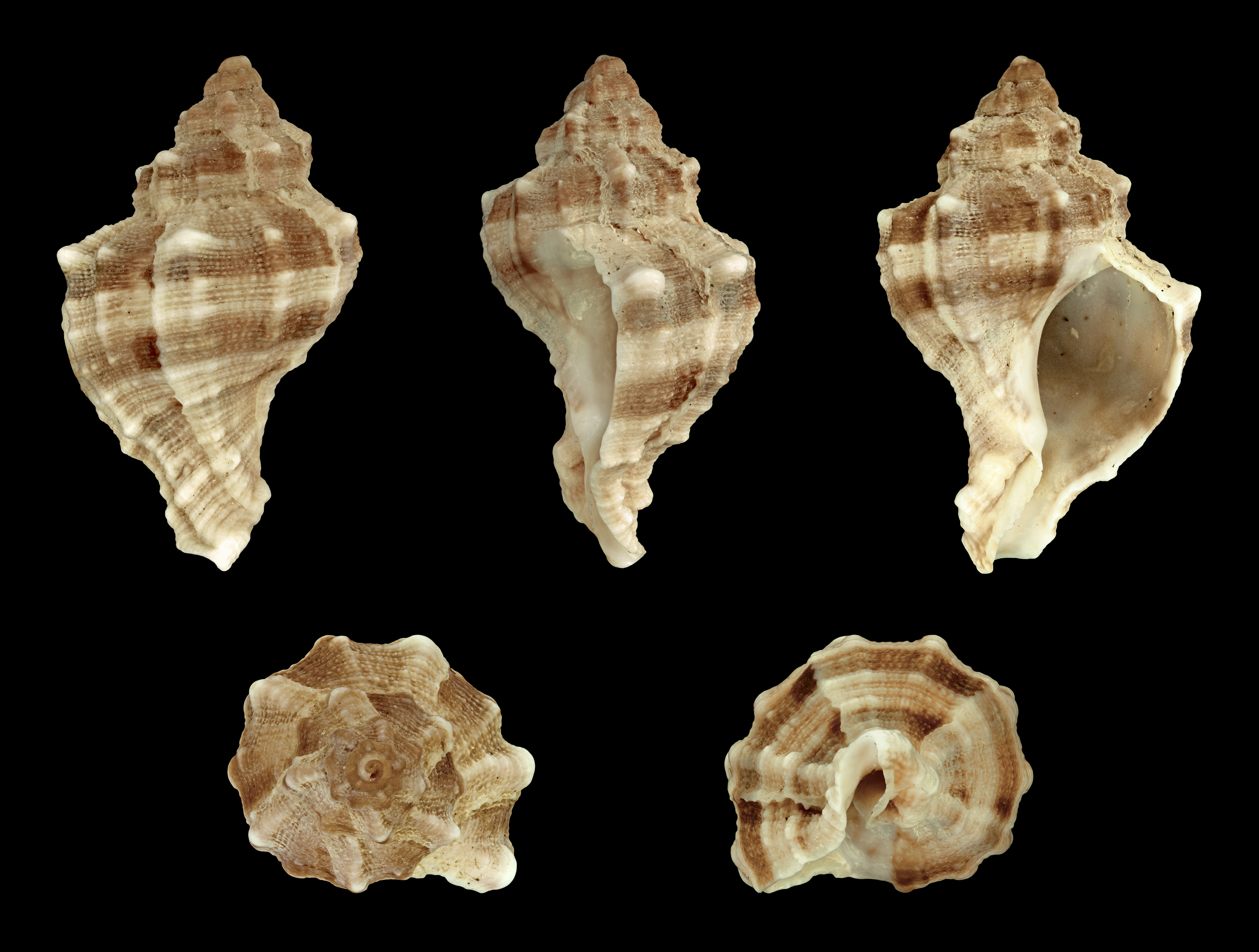
Cinco vistas de H. trunculus, espécie que já pertenceu ao gênero Murex,[3] encontrada no Mar Mediterrâneo.
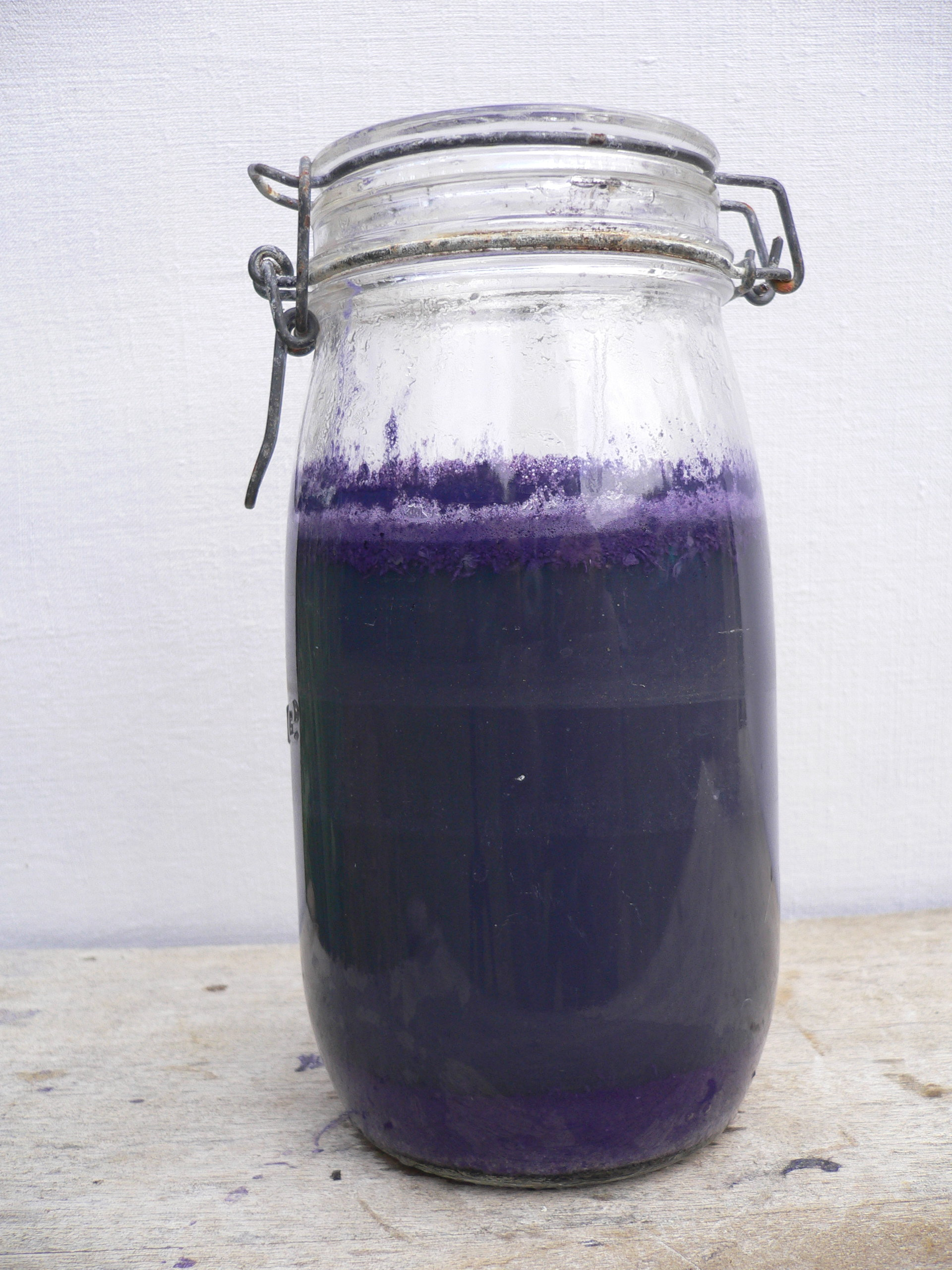
Frasco de laboratório contendo a púrpura tíria, extraída do Muricidae Mediterrâneo H. trunculus.